# Francis King
Francis Henry King CBE FRSL (* 4. März 1923 in Adelboden, Kanton Bern, Schweiz; † 3. Juli 2011) war ein britischer Schriftsteller und Literaturkritiker, der für den British Council in vier Ländern tätig war und während seiner über sechzigjährigen, von Vielseitigkeit geprägten schriftstellerischen Tätigkeit mehr als 30 Romane verfasste, von denen viele halb-autobiografisch waren, sowie über viele Jahre Literaturkritiker und zehn Jahre lang Theaterkritiker der Wochenzeitung The Sunday Telegraph.

## Leben

### Studium und frühe Werke
King wurde während eines Kuraufenthalts seines an Tuberkulose erkrankten und 1936 verstorbenen Vaters, einem früheren Mitarbeiter der Polizei in Britisch-Indien und später des Geheimdienstes, in der Schweiz geboren. Die ersten Lebensjahre verbrachte er bei seiner Familie in Indien, ehe er 1931 in das Internat der Shrewsbury School wechselte. Nach Beendigung der Schule begann er 1941 ein Studium am Balliol College der University of Oxford. Aufgrund der Ereignisse im Zweiten Weltkrieg engagierte er sich ab 1942 für den Pazifismus und verweigerte den Kriegsdienst. Danach wurde er zum Ersatzdienst auf einen Kleinbauernhof in Essex gesandt und begann in seiner dortigen Freizeit mit dem Schreiben von Gedichten, die von dem Dichter John Lehmann in
der kurze Zeit erscheinenden Zeitschrift Z veröffentlicht wurden. Darüber hinaus begann er mit den Entwürfen für seinen ersten Roman.
Dieser Debütroman mit dem Titel To the Dark Tower reflektierte wie seine anderen frühen Arbeiten die Einsamkeit in seinem eigenen Leben und erschien 1946 bei dem neugegründeten Verlag Home and Van Thal, der von der Mutter des späteren Premierministers Alec Douglas-Home und des Dramatikers William Douglas-Home, sowie von Bertie Van Thal geleitet wurde. King veröffentlichte zwei weitere Romane bei Home and Van Thal, ehe der Verlag Insolvenz anmelden musste. Seine Werke zeichneten oft seine eigenen Erfahrungen auf, wie sein Aufwachsen in Indien in India in Never Again (1947).
Nach dem Ende des Zweiten Weltkrieges studierte er Literaturwissenschaften an der University of Oxford und schloss dort langjährige Freundschaften mit Angus Wilson, Charles Percy Snow und J. R. Ackerley, der King noch während des Studiums als Buchkritiker für die von ihm herausgegebene Kulturzeitung The Listener einstellte. In seinen Memoiren My Sister and Myself (1982) würdigte Ackerley ihn wegen seiner Buchrezensionen.

### Arbeit für den British Council
Da seine schriftstellerischen Tätigkeiten seinen Lebensunterhalt nicht sichern konnten, wurde King 1949 Mitarbeiter des British Council, eine gemeinnützige Einrichtung zur Förderung internationaler Beziehungen. Zunächst war er für den British Council in Florenz, dann in Saloniki, Athen und Helsinki tätig. Für sein 1951 veröffentlichtes Buch The Dividing Stream wurde er mit dem Somerset Maugham Award ausgezeichnet. Wie auch in späteren Romanen, verwendete er von ihm bereiste Orte und Landschaften als Ort der Handlung, wie hier Florenz, oder Korfu in The Dark Glasses (1954), während The Widow (1957) seine Erlebnisse während des Zweiten Weltkrieges in London beschrieben.
1959 wurde er vom British Council nach Japan versetzt, wo er Regionalrepräsentant in Kyōto wurde. Während seiner dortigen Tätigkeit unterhielt er Kontakte zu zahllosen britischen Autoren, fühlte sich jedoch gleichzeitig in seiner eigenen schriftstellerischen Arbeit und Entwicklung behindert. Gleichzeitig verbesserte er seine finanziellen Verhältnisse durch die Arbeit als Lehrer für die englische Sprache und Gastvorlesungen an japanischen Universitäten. In Kyōto begann er eine lange Beziehung zu einem Studenten, den er ursprünglich als bei ihm wohnenden Fahrer seines Cadillacs einstellte, und der aus späterer Sicht sein erster fester Begleiter wurde, wobei diese Beziehung aus seiner Sicht grundlegend für sein eigenes Glück war.
Der Aufenthalt in Japan prägte andererseits seine nachfolgenden Arbeiten weitreichend, wobei er The Custom House (1961), mit seinem Verständnis für die Vielschichtigkeit der japanischen Gesellschaft, als seinen erfolgreichsten Roman ansah. Für seine Kurzgeschichte The Japanese Umbrella (1964) wurde er mit dem New Zealand Post Katherine Mansfield Prize für Kurzgeschichten ausgezeichnet.
Die durch die Tätigkeit für den British Council gewonnenen Freundschaften zu Gastautoren waren für ihn nach seiner Rückkehr nach Großbritannien 1966 von Vorteil, wo er bald zu einer angesehenen Person in literarischen Zirkeln wurde. Darüber hinaus war er Präsident und Vizepräsident des P.E.N.-Zentrums in England sowie zeitweise Präsident des Internationalen P.E.N.-Zentrums und Vorsitzender der Schriftstellergewerkschaft Society of Authors. 1968 konnte er mit finanzieller Unterstützung des Arts Council die Kurzgeschichtensammlung The Brighton Belle veröffentlichen. Außerdem war er nach seiner Rückkehr aus Japan literarischer Berater der beiden Verlagshäuser Weidenfeld & Nicolson und Macdonald.

### Rechtsstreit umA Domestic Novelund Nachwirkungen
King litt insbesondere an einem langwierigen Rechtsstreit wegen seines 1970 veröffentlichten Romans A Domestic Novel über eine unerwiderte gleichgeschlechtliche Liebe, welcher, wenn es auch nicht zu einem Gerichtsverfahren kam, ihm hohe Kosten verursachte. Zu der Zeit lebte King in Brighton, wo ein Nachbar, der frühere Unterhausabgeordnete der Labour Party Tom Skeffington-Lodge, vor der Veröffentlichung eine Kopie des Romans las und Anstoß an einem darin enthaltenen Politiker nahm. Während King diesen Charakter ‚Dame Winifred Harcourt‘ nannte, bezeichnete Skeffington-Lodge den Charakter als nur wenig getarntes Porträt von ihm. King verwendete eine direkt aus dem Leben von Skeffington-Lodge gegriffene Szene, und dachte, dass aufgrund der Änderung des Charakters in eine weibliche Person Rechtssicherheit bestünde.
Dieser Anflug von Naivität wurde offenbar, als King eine Verteidigungsschrift gegenüber Skeffington-Lodge verfasste, der wiederum den Rat des Baron Hailsham suchte, eines ehemaligen Politikers der Conservative Party und praktizierenden Barristers. Mit diesem Schritt wurde King angeraten, die Streitigkeit nicht vor Gericht auszutragen und den Roman wenige Tage vor der beabsichtigten Veröffentlichung zurückzuziehen. Damit war die Angelegenheit allerdings nicht beendet. King überarbeitete A Domestic Novel grundlegend – wie viele seiner Werke „erfüllt von Homosexualität“, wie ein Kritiker bemerkte, und den King selbst als den Roman sah, der „am nächsten an das kam, was er sagen wollte“. Der Roman wurde in den vergangenen vierzig Jahren nach der Erstveröffentlichung immer wieder aufgelegt und wurde letztlich 2010 nominiert für die Bücherliste der Werke, die niemals den Booker Prize erhielten.
In seinem Buch A Game of Patience (1974) stellte er abermals autobiografische Erlebnisse dar und zwar diesmal über das Leben auf dem Land während des Zweiten Weltkrieges. Darüber, dass er kommerziell gesehen nicht zu den Topautoren zählte, scherzte er 1976:
„Ich habe mir niemals gewünscht, nur mit einer Art der Fiktion identifiziert zu werden. Wahrscheinlich hat mich dies in der öffentlichen Wertschätzung beeinträchtigt; die Öffentlichkeit neigt dazu, die Romanautoren zu mögen, die den gleichen Roman immer und immer wieder schreiben.“
‚Perhaps this has harmed me in popular esteem; the public tends to like its novelists to write the same novel over and over again.‘
Daneben betrachtete er den fehlenden kommerziellen Erfolg seiner Werke in seinem „tiefgründigen und resignierenden Pessimismus gegenüber der Welt“ begründet, während andere dies in der Melancholie seiner Werke sahen.
Die bei A Domestic Novel gewonnenen Erfahrungen verwendete King auch in weiteren Büchern wie in The Action (1978), einem Buch über eine neurotischen Frau, die eine Klage gegen einen Autor einreicht, der diese verleumdet haben soll. Zu seinen literarischen Freunden gehörten auch E. M. Forster, über den King 1978 EM Forster and His World verfasste, aber auch Autorinnen wie Ivy Compton-Burnett und Olivia Manning, deren literarischer Nachlassverwalter er wurde.
Ebenfalls 1978 wurde er Nachfolger von Frank Marcus als Theater- und Dramenkritiker bei der Wochenzeitung The Sunday Telegraph und übte diese Tätigkeit zehn Jahre lang bis 1988 aus, als er wegen eines bösartigen Darmtumors operiert werden musste. Gleichwohl setzte er seine literarische Tätigkeit fort und verfasste weiterhin Romane. 1979 wurde er wegen seiner Verdienste um die englische Literatur mit dem Offizierskreuz des Order of the British Empire geehrt, ehe er 1985 Commander des Order of the British Empire wurde.
Auch in seiner Autobiografie Yesterday Came Suddenly (1993) verarbeitete er wieder die Erfahrungen aus A Domestic Novel. Zu dieser Zeit war es möglich offen über seine eigenen gleichgeschlechtlichen Beziehungen zu schreiben, wohingegen er 1956 vor dem sogenannten „Wolfenden-Report“ seinen Arbeitgeber British Council um die Erlaubnis zur Veröffentlichung von The Firewalkers bat, den er trotz des fiktiven Inhalts als Memoiren ansah und unter dem Pseudonym Frank Cauldwell verfasste.
Zuletzt erschienen die beiden Romane The Nick of Time (2003) sowie Cold Snap (2010).